# Dick Wolf
Dick Wolf, all'anagrafe Richard Anthony Wolf (New York, 20 dicembre 1946), è un produttore televisivo statunitense.
Vincitore di un Emmy Award, è specializzato nella produzione di serie televisive del genere police procedural tra le quali Miami Vice e i franchise Law & Order e One Chicago.

## Biografia
Wolf nasce a New York, figlio di Marie Gaffney, una casalinga, e di George Wolf, un dirigente pubblicitario d'azienda. Wolf si iscrive all'Accademia di Phillips, dove è compagno di classe di George W. Bush, diplomandosi alla Gunnery. Successivamente si iscrive all'Università della Pennsylvania, laureandosi nel 1969.
In seguito lavora come autore pubblicitario per la Benton & Bowles, creando annunci per il dentifricio Cres e passando il tempo a scrivere sceneggiature nella speranza di una carriera cinematografica. In questo periodo collabora brevemente a una sceneggiatura con Oliver Stone, a quel tempo anch'egli sceneggiatore. Quindi parte per Los Angeles dopo alcuni anni e tre sceneggiature prodotte. Una di queste diviene il film Masquerade, con protagonisti Rob Lowe e Meg Tilly.
Successivamente inizia la sua carriera televisiva come sceneggiatore di Hill Street giorno e notte, dove viene nominato per il suo primo Emmy, per poi passare a Miami Vice, diventandone il produttore e supervisore. Produce inoltre Law & Order - I due volti della giustizia e i relativi spin-off: Law & Order - Unità vittime speciali, Law & Order: Criminal Intent, Law & Order - Il verdetto e Law & Order: LA. Oltre a questi produce Chicago Fire e i relativi spin-off: Chicago Med, Chicago P.D. e Chicago Justice. L'ultimo lavoro debutta per la prima volta su un canale streaming, Prime video nel gennaio 2025, e si intitola On Call - Di pattuglia. 

## Filmografia

### Produttore

#### Cinema
- La fine del gioco (No Man's Land), regia di Peter Werner (1987)
- Twin Towers, regia di Bill Guttentag e Robert David Port (2003)

#### Televisione
- Gideon Oliver - serie TV (1989)
- Christine Cromwell - serie TV (1989)
- Nasty Boys - serie TV (1990)
- H.E.L.P. - serie TV (1990)
- Law & Order - I due volti della giustizia (Law & Order) - serie TV (1990–2010, 2022-in corso)
- Mann & Machine - serie TV (1992)
- The Human Factor - serie TV (1992)
- Miami Beach (South Beach) - serie TV (1993)
- Crime & Punishment - serie TV (1993)
- New York Undercover - serie TV (1994–1998)
- Giuste sentenze (The Wright Verdicts) - serie TV (1995)
- Swift - Il giustiziere (Swift Justice) - serie TV (1996)
- Feds - serie TV (1997)
- Players - serie TV (1997–1998)
- Omicidio a Manhattan (Exiled: A Law & Order Movie), regia di Jean de Segonzac - film TV (1998)
- The Invisible Man, regia di John Patterson - film TV (1998)
- Law & Order - Unità vittime speciali (Law & Order: Special Victims Unit) - serie TV (1999–in corso)
- D.C. - serie TV (2000)
- Deadline - serie TV (2000–2001)
- Arrest & Trial - spettacolo giudiziario (2000)
- Law & Order: Criminal Intent - serie TV (2001–2011)
- Dragnet (Dragnet o L.A. Dragnet) - serie TV (2003)
- Law & Order - Il verdetto (Law & Order: Trial by Jury) - serie TV, 13 episodi (2005–2006)
- Conviction - serie TV, 13 episodi (2006)
- L'ultimo pellerossa (Bury My Heart at Wounded Knee), regia di  Yves Simoneau – film TV (2007)
- Law & Order Criminal Intent: Parigi (Paris enquêtes criminelles) - serie TV (2007–2008)
- Law & Order: UK - serie TV (2009–2014)
- Law & Order: LA - serie TV (2010–2011)
- Chicago Fire - serie TV (2012–in corso)
- Cold Justice - docuserie TV (2013-in corso)
- Chicago P.D. - serie TV (2014–in corso)
- Nightwatch - serie TV, 54 episodi (2015–2018)
- Cold Justice: Sex Crimes - docuserie TV (2015)
- 3AM - serie TV (2015)
- Chicago Med - serie TV (2015–in corso)
- Chicago Justice - serie TV, 13 episodi (2017)
- Inside The FBI: New York - docuserie TV (2017)
- Criminal Confessions - docuserie TV (2017)
- Law & Order True Crime - serie TV, 8 episodi (2017)
- FBI - serie TV (2018-in corso)
- Murder for Hire (2019-in corso)
- First Responders Live - reality show (2019-in corso)
- FBI: Most Wanted - serie TV, 121 episodi (2020-2025)
- Law & Order: Organized Crime - serie TV, 75 episodi (2021-in corso)
- FBI: International - serie TV (2021-2025)

### Sceneggiatore

#### Cinema
- Skateboard, regia di George Cage (1978)
- La fine del gioco (No Man's Land), regia di Peter Werner (1987)
- Masquerade, regia di Bob Swain (1988)
- Scuola d'onore (School Ties), regia di Robert Mandel (1992)

#### Televisione
- Hill Street giorno e notte (Hill Street Blues) - serie TV (1985-1986)
- Miami Vice - serie TV (1986–1988)
- Law & Order - I due volti della giustizia (Law & Order) - serie TV (1990–2010, 2022-in corso)
- Mann & Machine - serie TV (1992)
- Miami Beach (South Beach) - serie TV (1993)
- Crime & Punishment - serie TV (1993)
- New York Undercover - serie TV (1994–1998)
- Law & Order - Unità vittime speciali (Law & Order: Special Victims Unit) - serie TV (1999–in corso)
- Deadline - serie TV (2000–2001)
- Law & Order: Criminal Intent - serie TV (2001–2011)
- Law & Order - Il verdetto (Law & Order: Trial by Jury) - serie TV (2005–2006)
- Law & Order: LA - serie TV (2010–2011)
- Chicago Fire - serie TV (2012–in corso)
- Chicago P.D. - serie TV (2014–in corso)
- Chicago Med - serie TV (2015–in corso)
- Chicago Justice - serie TV (2017)
- FBI - serie TV (2018-in corso)
- Law & Order: Organized Crime - serie TV (2021-in corso)
- On Call - Di pattuglia (On Call) - serie TV (2025-in corso)

### Doppiatore
- I Griffin (Family Guy) – serie animata, episodio 11x02 (2012)